# 特熙纳

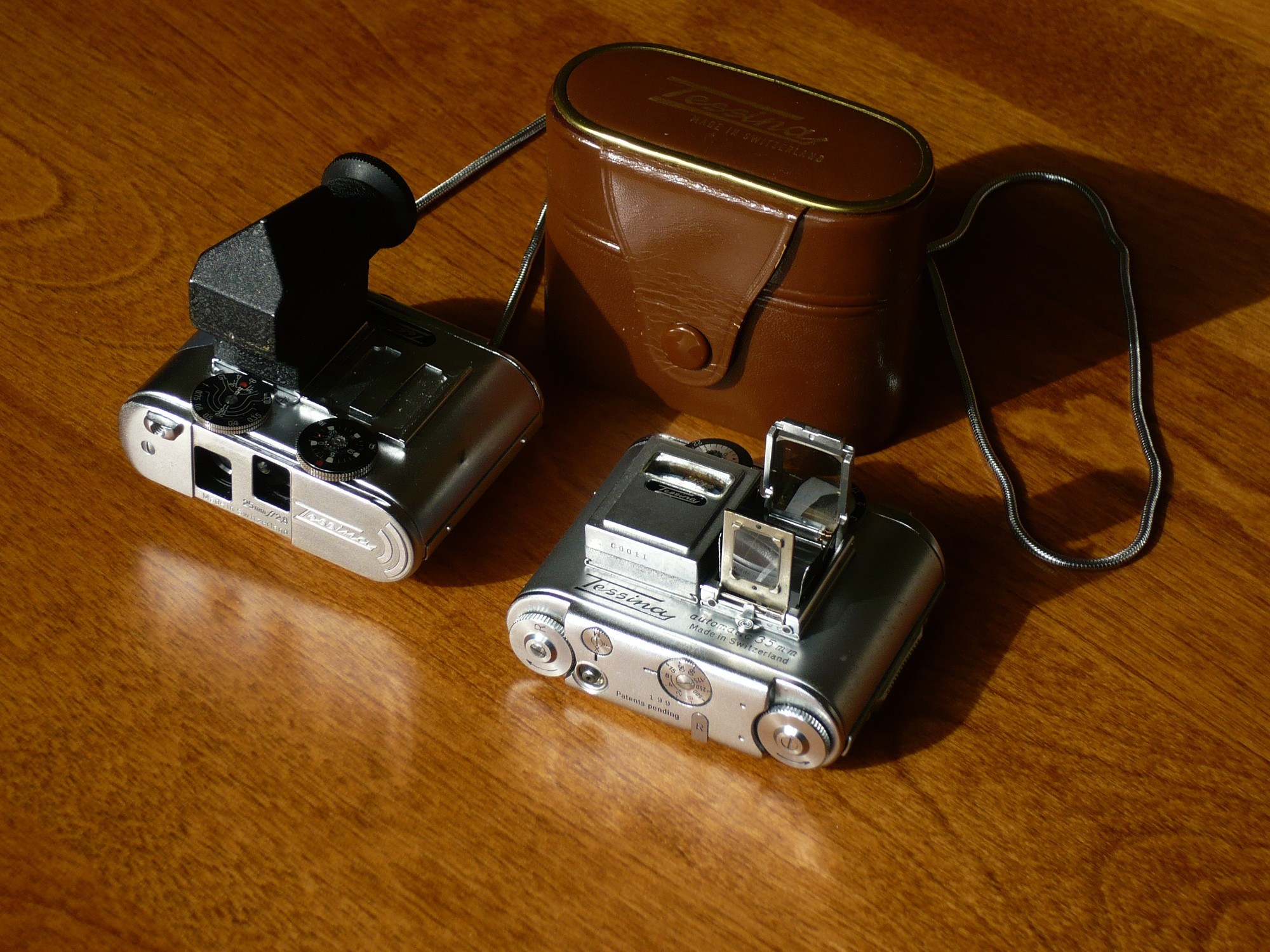
特熙纳双镜头反光微型相机，五稜鏡取景器，皮袋，挂链

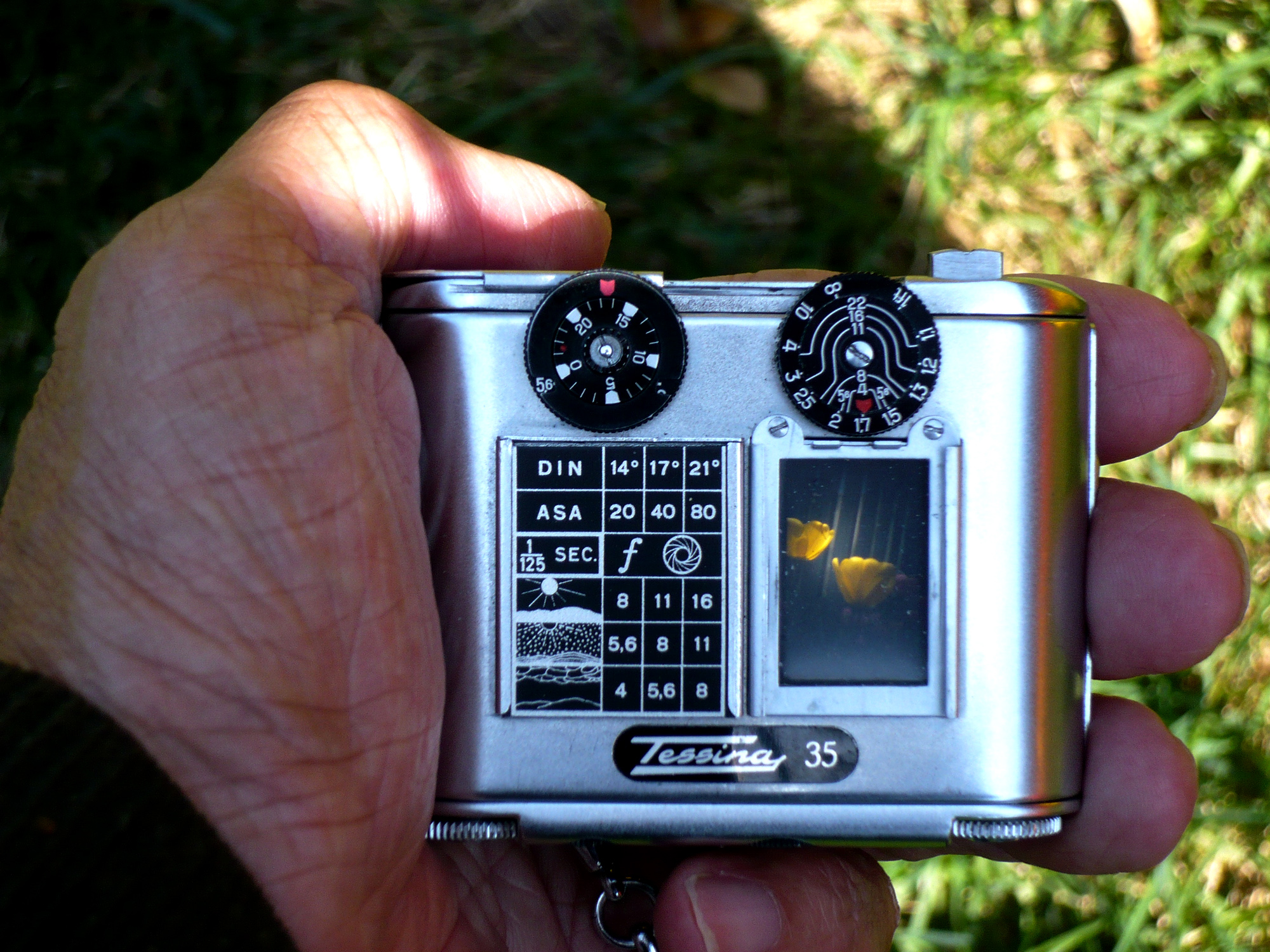
用特熙纳35拍摄郁金香

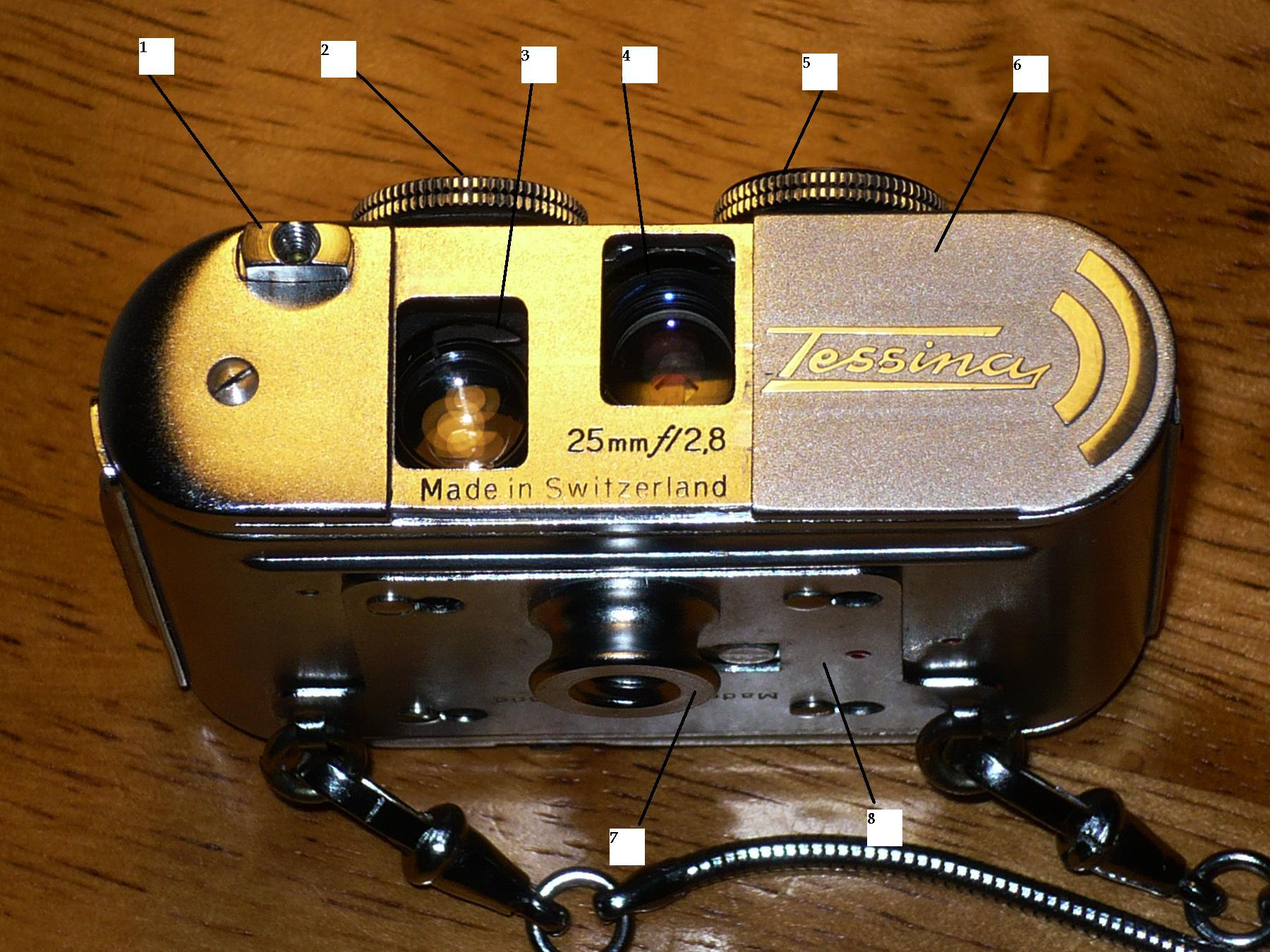
1)快门按钮 2)距离盘
3)取景镜头4)摄影镜头
5)光圈盘和计数盘6)镜头滑盖
7)三脚架螺丝口8)挂链版

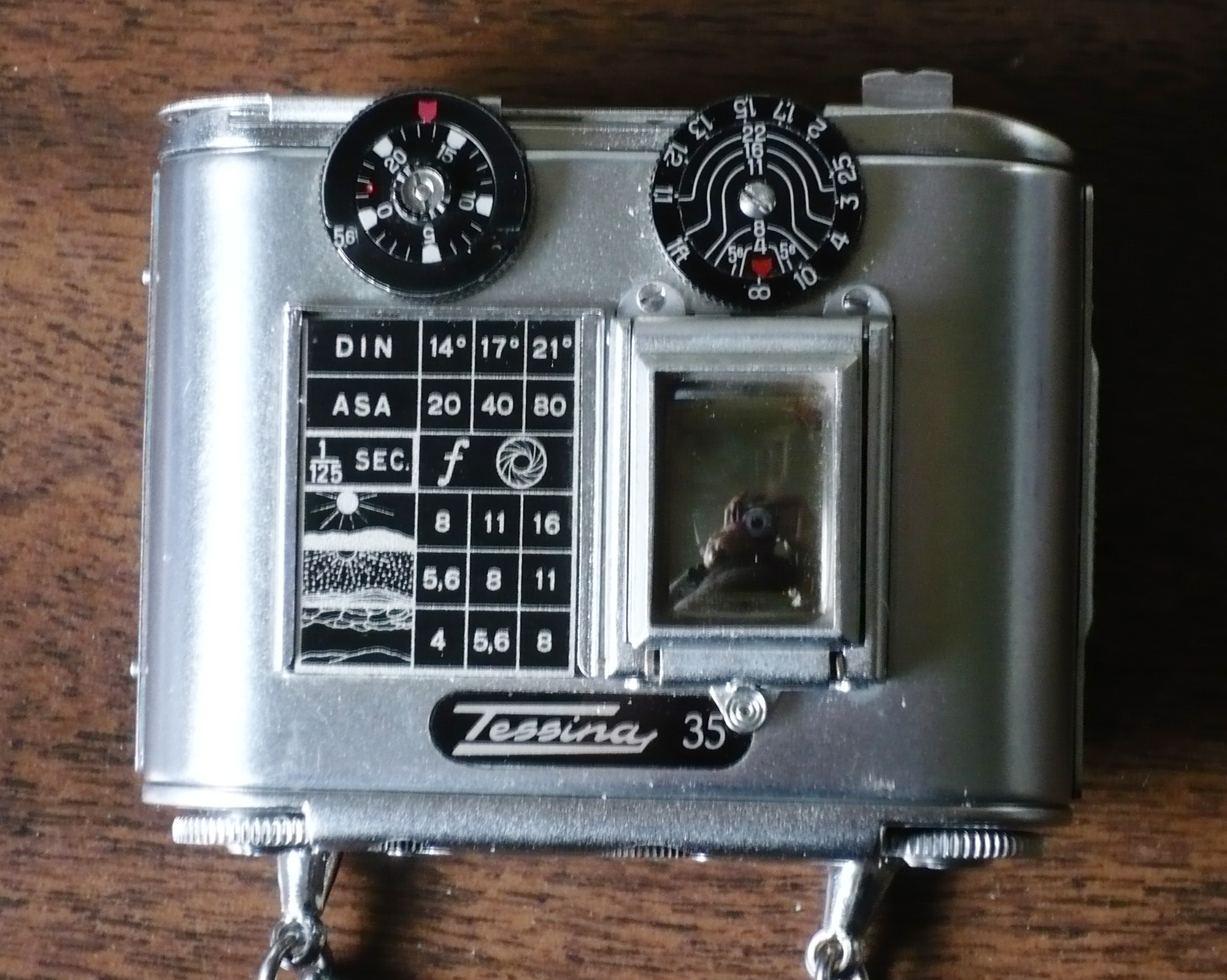
特熙纳35光圈盘和计数盘、距离盘、取景器

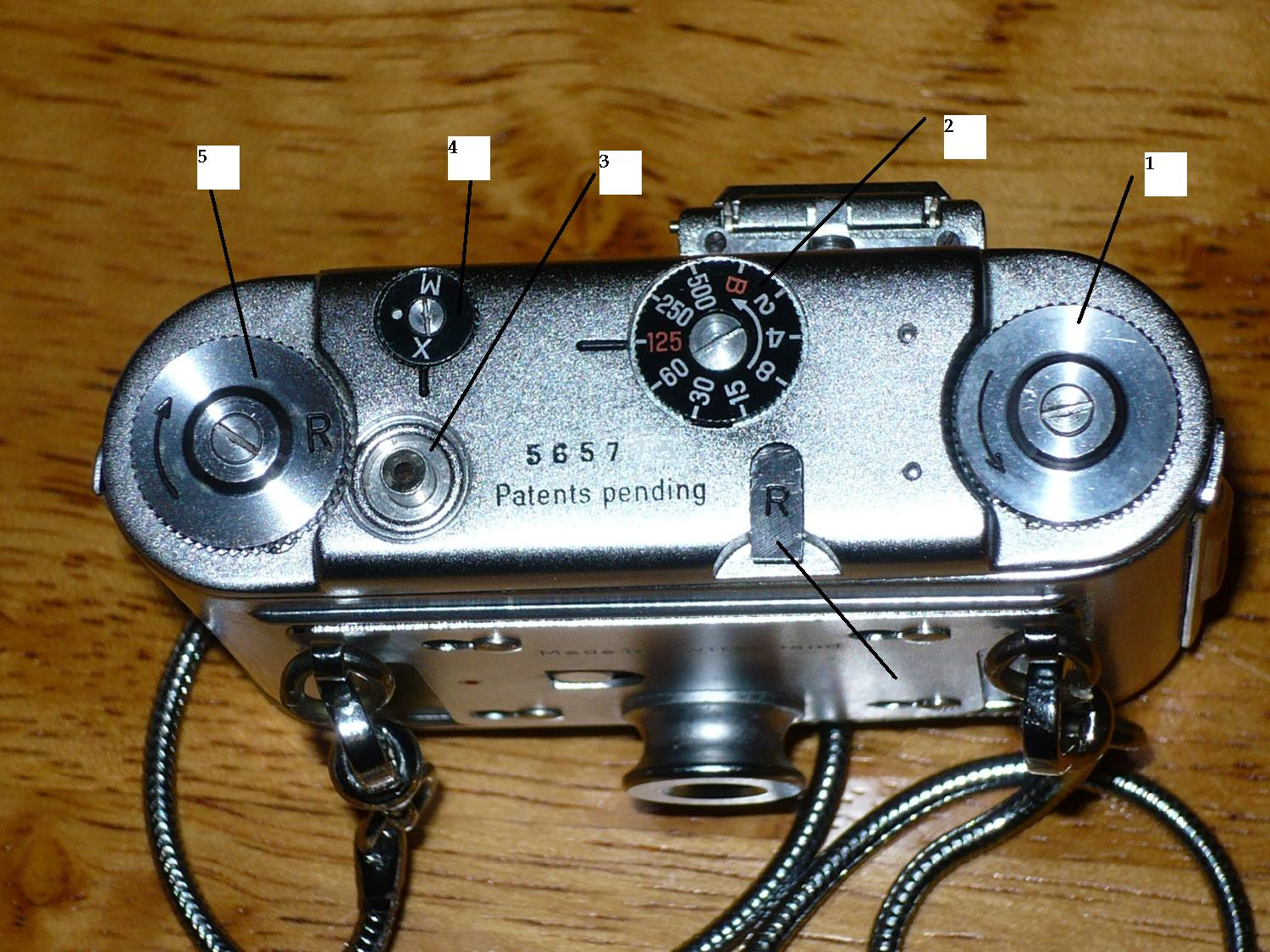
Tessina 35
1)發條旋鈕 2) 快門盤
3)閃光燈口4)閃光燈M電子閃光燈X
5)倒膠卷旋鈕6)倒膠卷扣

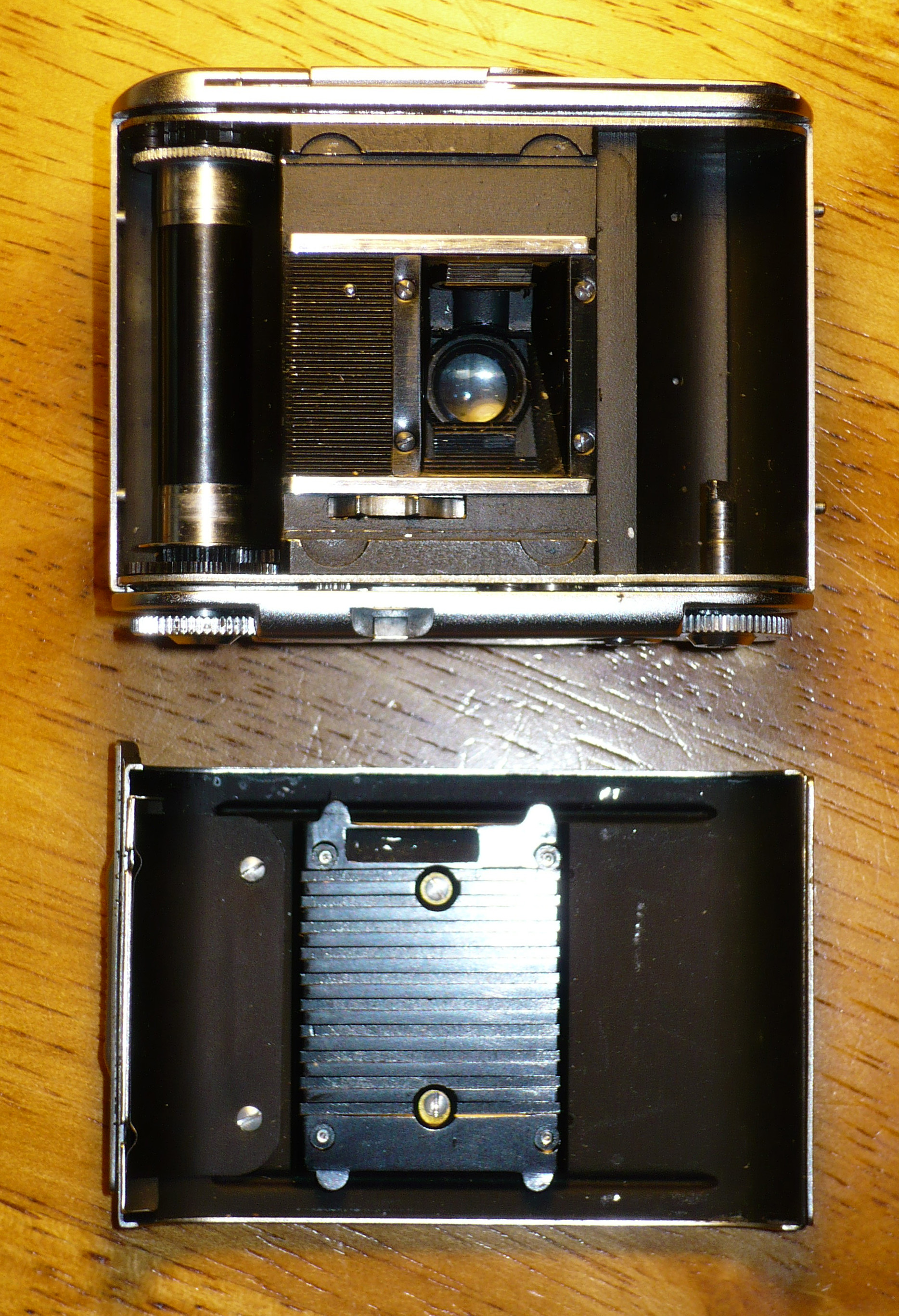
特熙纳35 像框，胶卷轴

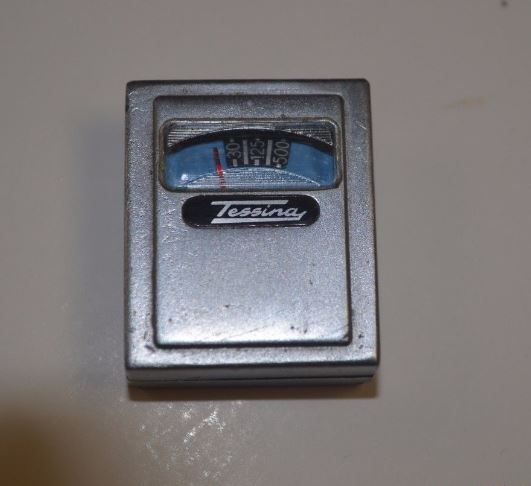
TESSINA METER

特熙纳（Tessina）是瑞士制造的高品质全金属，全机械，无电池的双镜头反光微型相机，由格伦兴市（Grenchen）西格里斯特公司（Siegrist）从1957年开始制造、由卢加诺康卡瓦公司（Concava）发行。特熙纳的设计者鲁道夫·施泰呢克博士（Dr. Rudolf Steineck），也是著名ABC Steineck手表照相机的设计人。特熙纳有二百余件精密零件组成，和瑞士手表一样，也有红宝石轴承减少机器的磨损，经久耐用，可拍摄十万张照片。特熙纳照相机于2005年停产。前后共出三种型号: Tessina automatic 35mm，Tessina 35， Tessina L。总产量约三万多部，大部分由纽约卡尔·海茨（Karl Heitz）代理，入口美国。
特熙纳微型相机是世界上最小的35毫米照相机，使用35毫米胶片，装入特制的特熙纳胶卷暗盒中，拍摄20幅14x21毫米的底片。

## 特点
- 机身轻：153克
- 体积小：长63.5毫米，宽50.8毫米，高25.4毫米。
- 像幅：14x21 毫米
- 胶片长度：41厘米，拍摄20幅。
- 镜头保护盖：一片刻有Tessina字样的镜头保护盖，同时保护摄影镜头和取景镜头，将镜头保护盖拉向左边尽头，露出两镜头。镜头盖同时起到快门防栓的功能，务必将镜头盖全部拉开，快门才可以运作。
- 镜头： 一对 6 镜片（其中有含稀土元素镧的光学玻璃镜片） 25毫米 f/2.8 特熙农 (TESSINON)镜头，一为摄影镜头，一为取景镜头。摄影镜头带紫外线防护镜。取景镜头和摄影镜头，全镜头移动对焦。
- 双镜头双反光相机。与普双镜头反光相机不同，差别在于，普通双镜头反光相机如禄来相机只有一面45度反光镜，特熙纳双镜头双反光相机有两片45度反光镜，其中一片45度反光镜将来自取景镜头的光线，向上反射90度成像在取景毛玻璃上；另一片45度反光镜将来自摄影镜头的光线向下反射90度，成像在像平面的胶卷上。
- 光圈：f/2.8 连续可变至 f/22，通过相机左上方的光圈计数器共用盘控制。转动外圈光圈调节，直到从小窗见到所需的光圈数值。
- 计数器：圈盘计数器共用盘的内圈是计数器。安装新胶卷时必须转动内盘，将0对准红色指示箭头。
- 快门：快门控制盼在相机底部，反时针方向转动。档次：B，1/2秒，1/4秒，1/8秒，1/15秒，1/30秒，1/60秒，1/125秒，1/250秒，1/500 秒。
- 距离盘在相机右上方，带有景深刻度：
  - Tessina Automatic:最短距离30 厘米 连续可变至无穷远;最小物场:15.4x23 厘米。
  - Tessina 35:最短距离23 厘米 连续可变至无穷远;最小物场:11.5x17 厘米。
- 手表式拉出旋钮，弹簧发条，上发条一次，可以连续拍摄6-8幅照片，中间不必再上发条。上紧发条后，将发条钮推会原位。
- 相机上方可以安装多种配件。右方的取景毛玻璃上可以安装取景放大镜、折叠式取景罩、8放大镜、或五楞取景器；左方可以安装特制暴光表、暴光指示板、闪光灯或特制特熙纳手表（十分罕见而昂贵）。
- 秉承瑞士精密手表的传统，机件使用人造红宝石轴承。
- 型号：特熙纳35自动式，特熙纳35，特熙纳L，各有银色、金色、黑色、红色四款，以红色最昂贵，金色、黑色次之，银色较普通。[2]。
  - 特工专用型：美国联邦调查局、中央情报局等特工专用，配备特富龙®（聚四氟乙烯）无声齿轮。

与另一个著名的密诺斯微型相机比较：
- 特熙纳35型比密诺斯TLX 型号重50%
- 但特熙纳35型照相机的像幅面积是密诺斯像幅的3.3倍。
- 特熙纳使用的胶片随处可得。
- 特熙纳的镜头比密诺斯TLX快一档，而且光圈可变。

特熙纳35照相机虽用35毫米胶片，但是机身却能做得很小，其关键就设特熙纳胶片合设计。
一个35毫米胶片合，高47毫米，直径25毫米；一个特熙纳胶片合，高41毫米，直径16毫米。
一般照相机的胶片合室和胶片暂时储存室都会左右对称，特熙纳胶片合的直径比35毫米胶卷合少9厘米，左右两边共少18厘米；35毫米照相机相框左右宽36毫米，特熙纳相框左右宽14厘米，少了22厘米，总共少40厘米。最小的24x36毫米照相机密诺斯35照相机长度为103毫米，去掉40毫米，剩下63毫米，恰是特熙纳35照相机的长度。

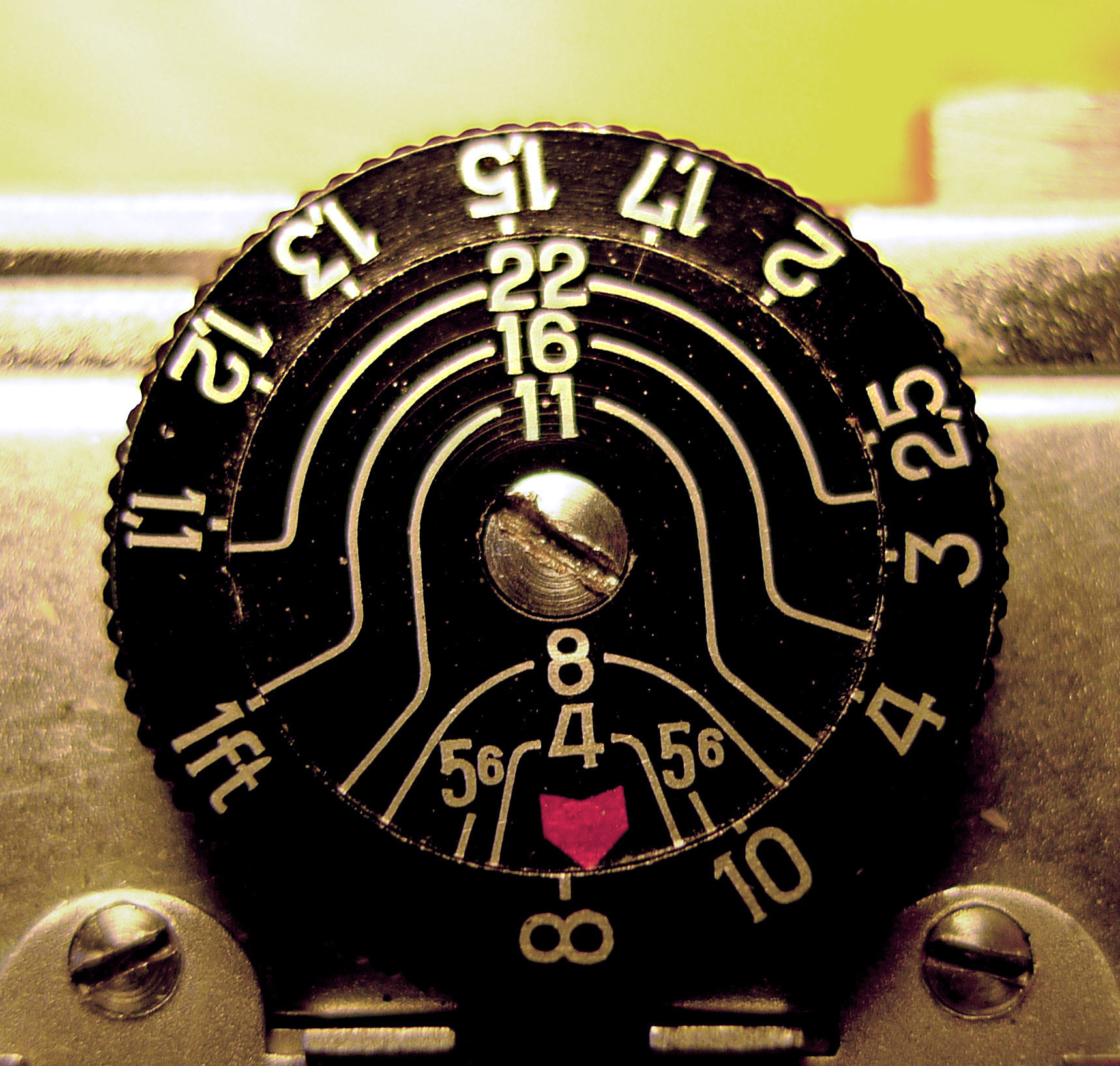
特熙纳35双镜头反光微型相机景深表

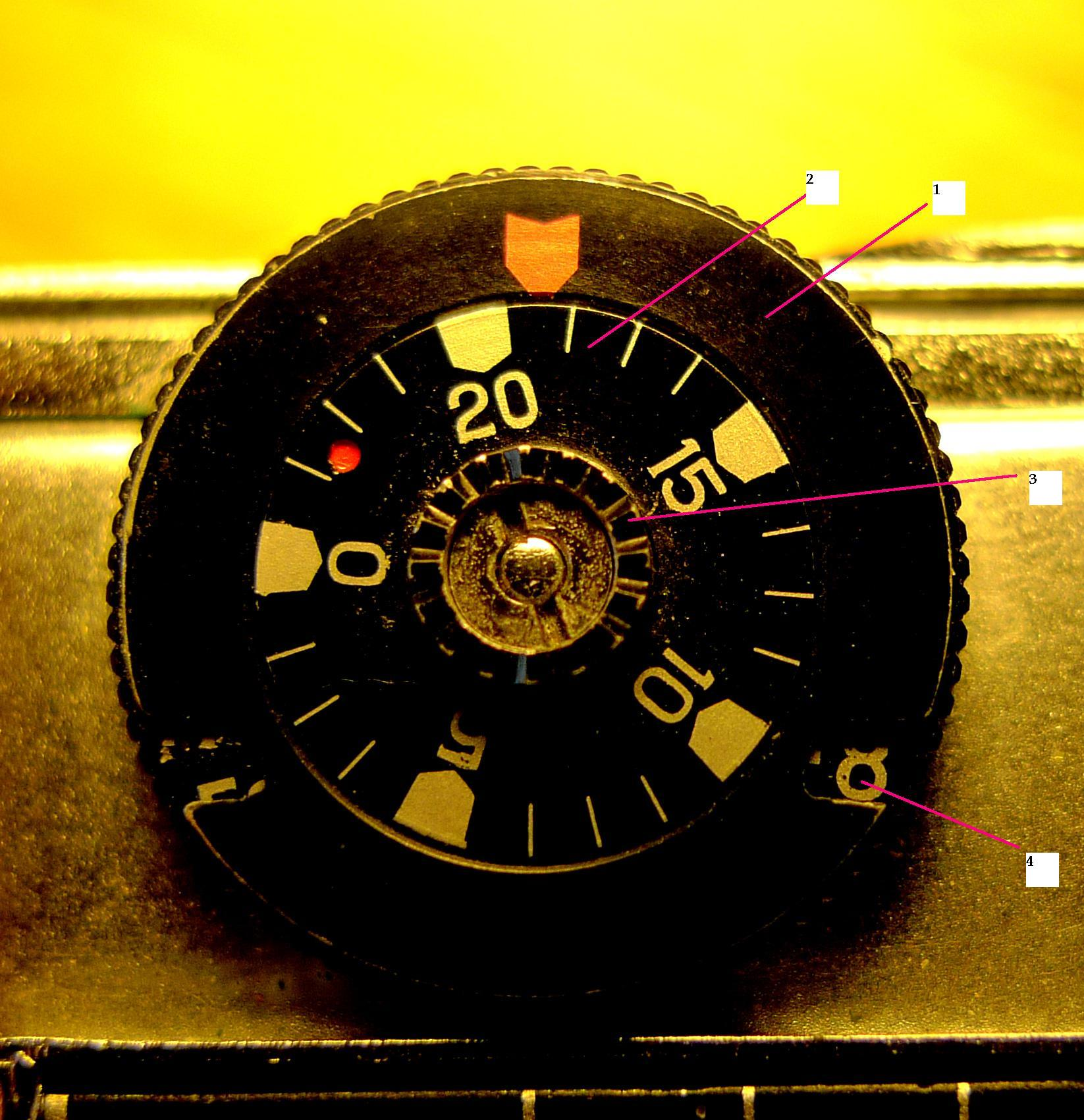
1)光圈环2)计数盘3)
计数还原环4)光圈窗

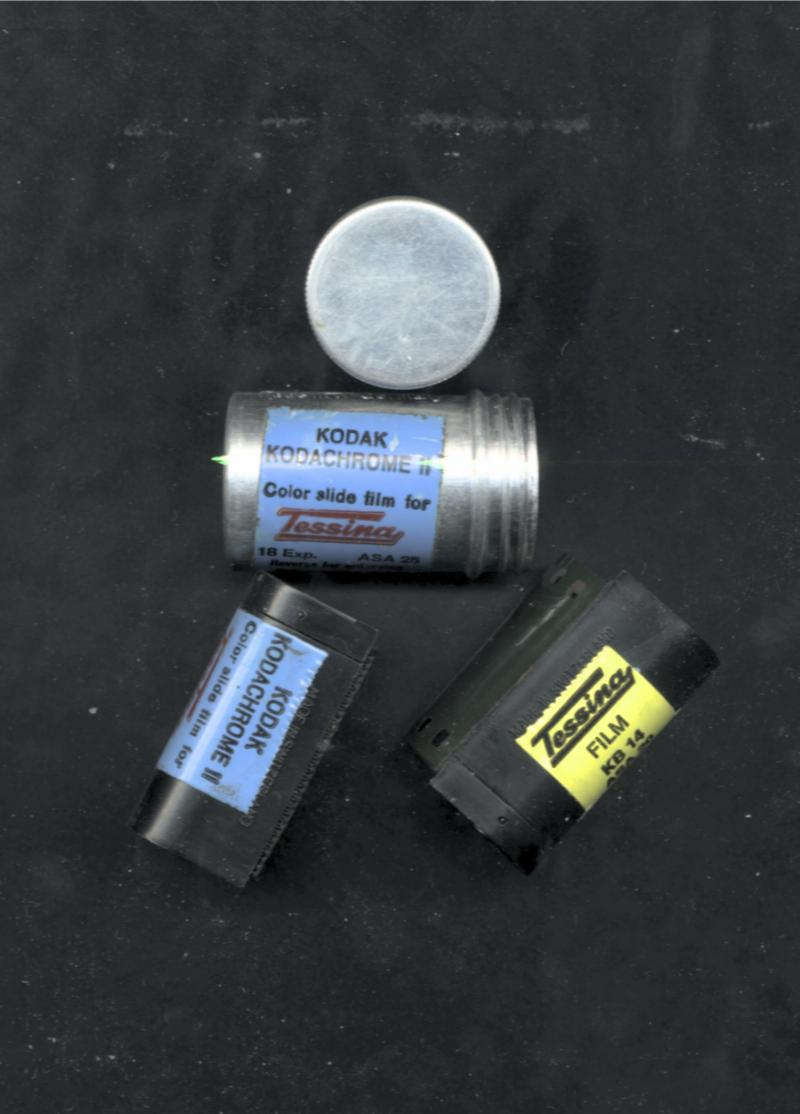
特熙纳胶卷

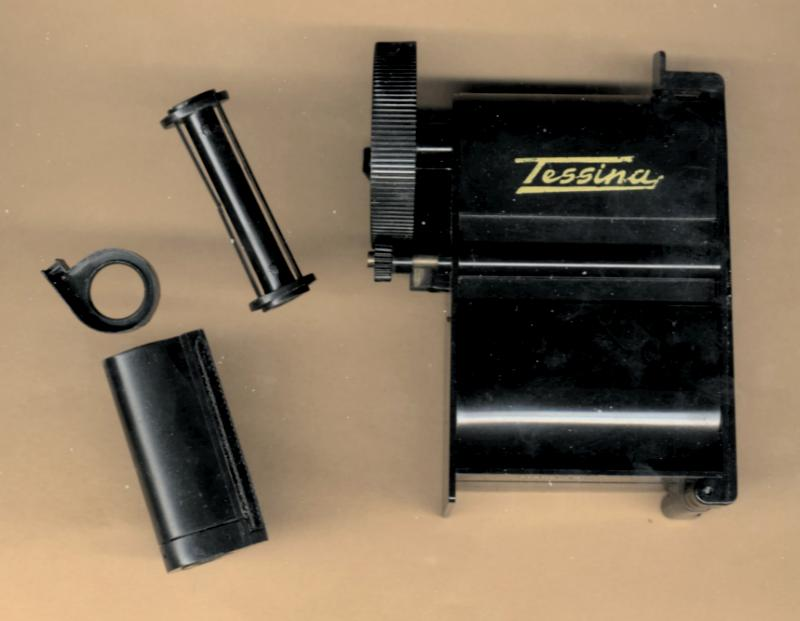
特熙纳胶卷安装器

## 特熙纳胶卷
特熙纳35照相机虽用35毫米胶片，但必须用特熙纳胶卷安装器安装在特熙胶卷暗盒中，每41厘米胶卷可切割成一卷20幅特熙纳胶卷。特熙纳胶卷安装器无须在暗室中操作，拉出一小段胶卷头从35毫米胶卷合，嵌入Tessina胶卷暗盒，将35毫米胶卷合塞入特熙纳胶卷安装器的供片腔，将Tessina胶卷暗盒塞入安装器的卷片腔，关闭安装器盖，旋转转钮若干圈，将胶卷装入Tessina胶卷暗盒内，
拉出内置裁刀，切断胶片，取出Tessina胶卷暗盒内，胶卷安装完成。

## 特熙纳微型相机附件
特熙纳微型相机有多种附件:

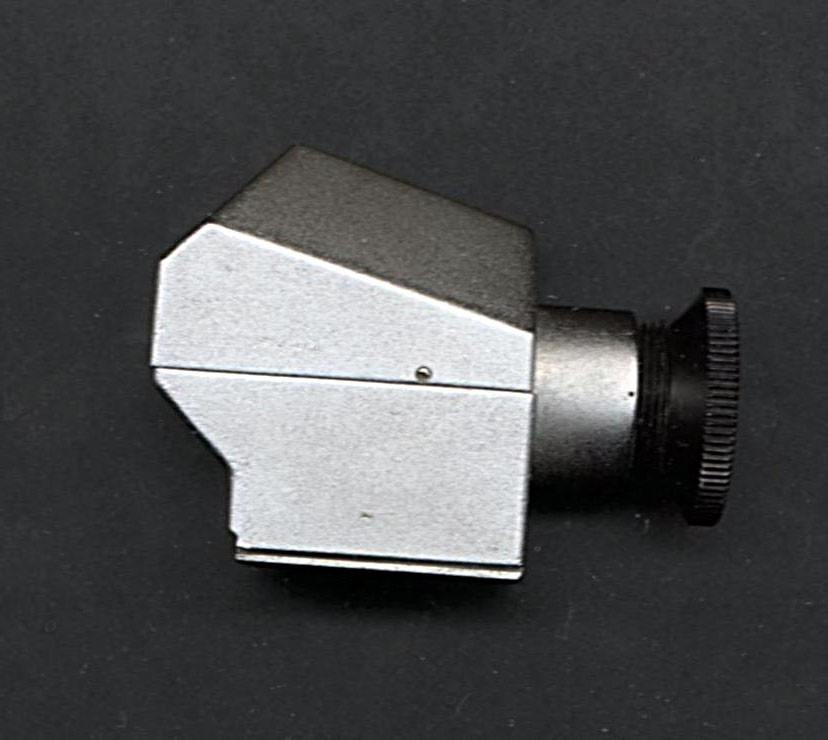
特熙纳微型相机6x屋脊式五稜鏡取景器

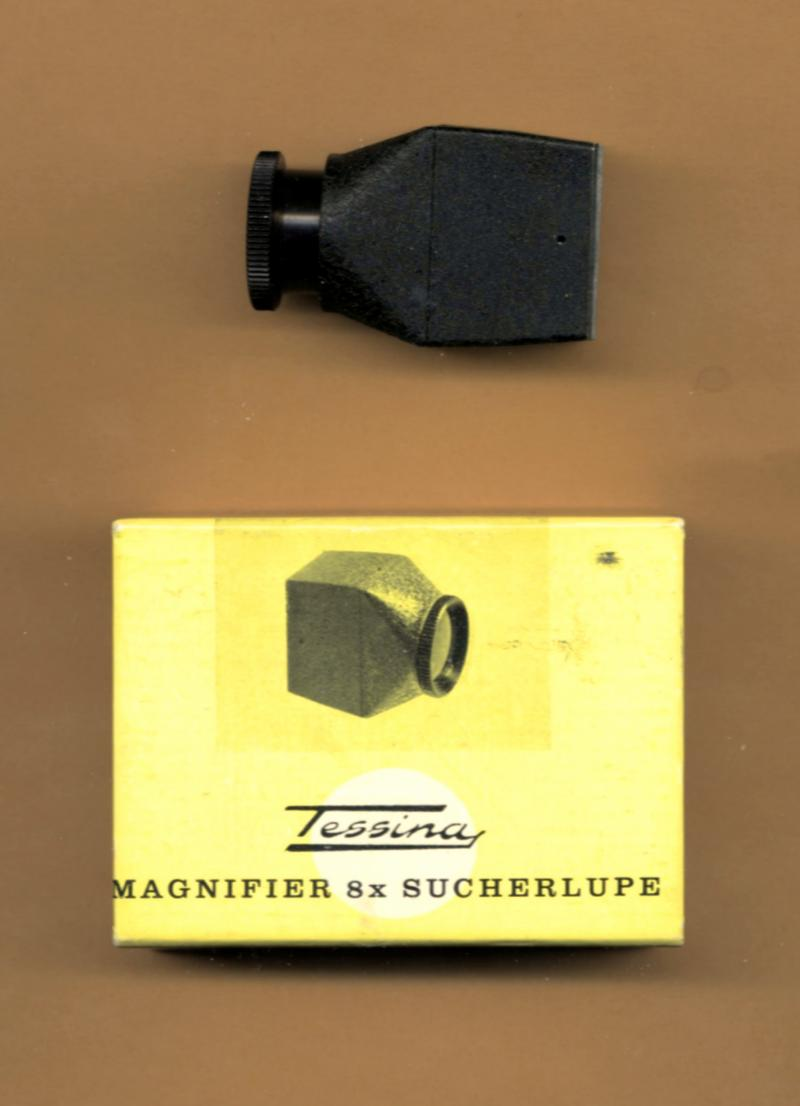
特熙纳微型相机8倍放大镜取景器

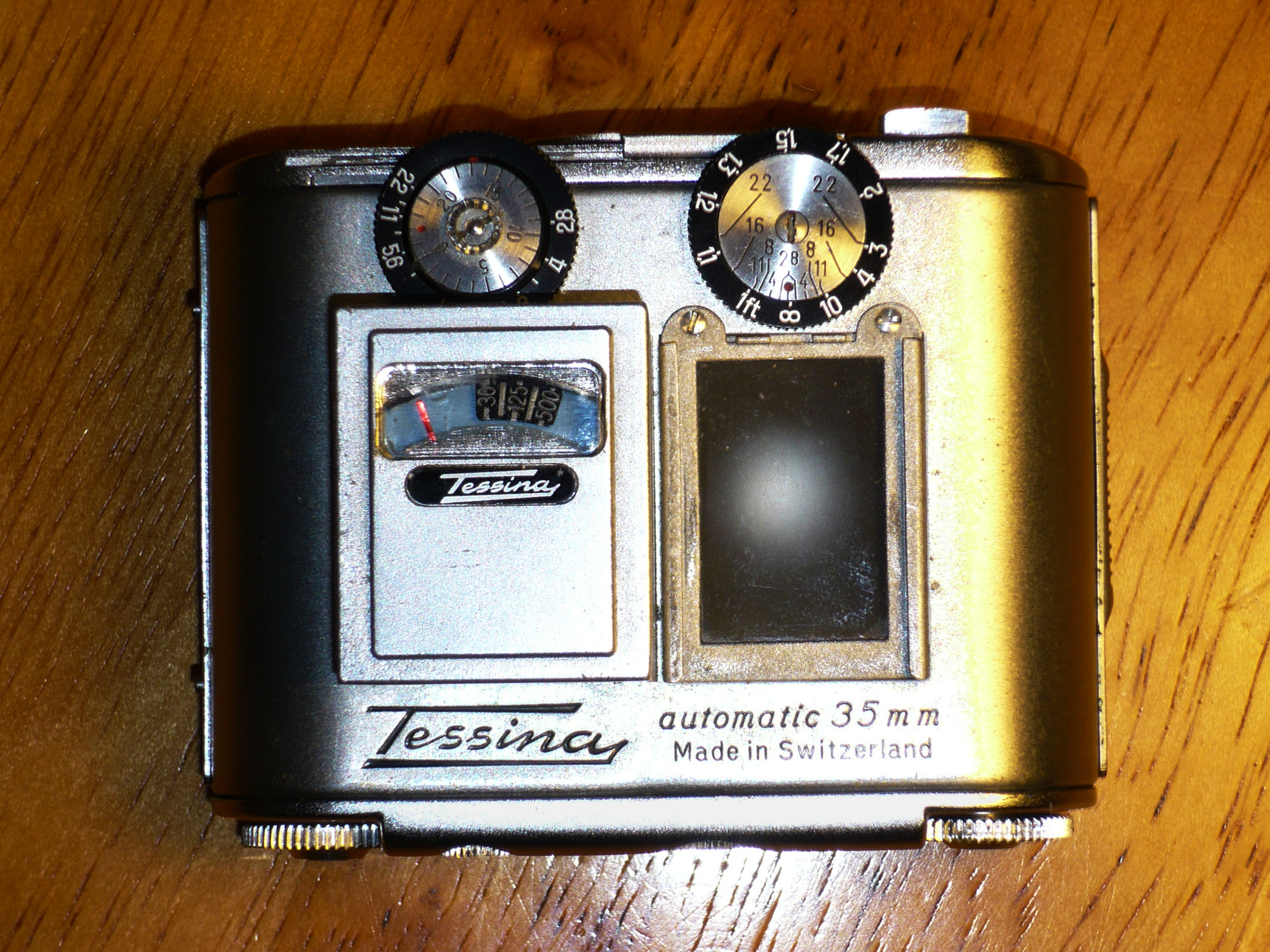
世界上最小的硅测光表-特熙纳测光表

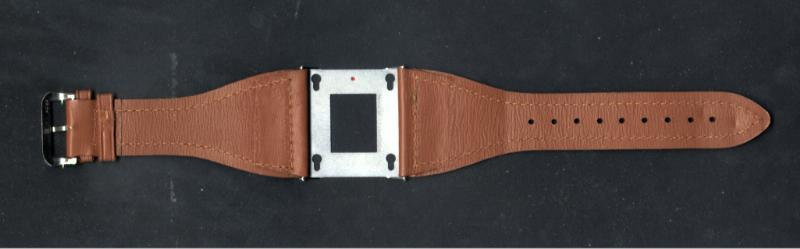
特熙纳手表带，扣上可将特熙纳带在手腕上，形同一大手表

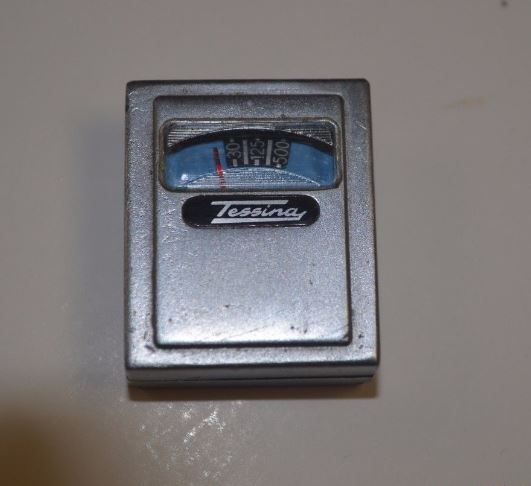
TESSINA METER

- 6x屋脊式五稜鏡取景器，安装在特熙纳微型相机的取景框上，可将取景框上所见的左右调反的镜像恢复原样。有黑色银色两种，银色为希.
- 8x放大取景器，多黑色。
- 特熙纳硅测光表：长26.5毫米，宽22.2毫米，高9.8毫米，重19.5克，是迄今为止世界上最小的测光表。特熙纳厂制造。特熙纳硅测光表安装在特熙纳照相机上面左方的附件框上，与光圈调盘联动。
- 特熙纳17钻手表，可安装在特熙纳照相机上面左方的附件框上，成为世界上唯一的带钟表照相机。
- 皮袋
- 挂链
- 特熙纳手表带：将特熙纳扣上特制手表带，可将特熙纳相机带在手腕上如同一只大手表，佯装看“手表”，即可拍摄监控对象，不被察觉。
- 闪光灯

## 注解
1. ↑  W. Siegrist &CIE  AG,Moosstrasse 15, 2540 Grenchen
2. ↑  银色Tessina L 约 1780 美元一部。